# Clifford Adams
Clifford Adams (Trenton, Nueva Jersey; 8 de octubre de 1952-12 de enero de 2015) fue un trombonista estadounidense. Especializado en música soul y jazz integrante del grupo Kool & the Gang.

## Biografía
Adams, nativo de Trenton, Nueva Jersey, comenzó a tocar jazz cuando era preadolescente. Desarrolló su talento en el Trenton State College y pronto estuvo tocando en clubes locales con muchos de los grandes artistas de jazz mientras visitaban el área. Adams luego llevó sus habilidades a Nueva York, donde se convirtió en uno de los músicos locales favoritos.

## En la década de 1970
La década de 1970 trajo más oportunidades en el ámbito de la música soul, y Adams se unió a la banda de acompañamiento de The Stylistics en su apogeo comercial. Siguió con quizás su posición más notable, como parte de Kool & the Gang, con quien actuó durante años y tocó en varias grabaciones, incluido el conocido solo de trombón en "Joanna".
Adams continuó apoyando otros actos en el lado del soul y el jazz, y también grabó algunos trabajos de jazz en solitario muy bien recibidos. También ayudó a formar una organización sin fines de lucro para llevar la música a las escuelas de Trenton.
Clifford Adams fue un músico inmensamente talentoso cuyo trabajo continuará brindando alegría a los fanáticos de la música en los próximos años. 

## Muerte
Clifford Adams, conocido por su trabajo con un grupo de actos de soul y jazz que van desde George Benson hasta Kool & the Gang y the Stylistics, murió después de una larga lucha contra el cáncer de hígado a los 62 años.
- Datos: Q10455070